# Luis de Pauloba
Luis Ortiz Valladares  plus connu sous son apodo (« pseudonyme ») de Luis de Pauloba est un matador espagnol né le 10 octubre 1971 à Aznalcóllar (province de Séville).

## Présentation et carrière
Luis de Pauloba se présente en public pour la première fois le 27 avril 1987 (Aznalcóllar), province de Tolède. Sa première novillada piquée a lieu dans sa ville natale Añover de Tajo, le 19 mars 1989, puis à Madrid le 10 juin 1990. Il participe à 98 novilladas piquées avant de prendre l'alternative à Séville, le 21 avril 1993 avec pour parrain Manolo Cortés, et pour témoin Curro Durán devant des taureaux de la ganadería conde de la Maza.
À Béziers, le 18 juillet de la même année, il affronte les taureaux de Murteira Grave en compagnie de Victor Mendes et de Oscar Higares. 
Sa première corrida en Amérique latine a lieu à Tovar, au Venezuela, le 10 septembre 1993, devant des taureaux de l'élevage La Fundación avec Richard Milian et Alfonso Díaz
Il prend son alternative à Madrid, le 3 octobre 1993, avec pour parrain Manolo Cortés devant des taureaux de Dolores Aguirre.

## Style
Bien qu'il ait perdu un œil lors d'une grave blessure quand il était novillero, c'était un matador au geste ample, qui dessinait des passes en artiste. Son toreo classique, d'une extrême sensibilité, lui valait l'admiration de nombreux aficionados. Malgré cela, il a toujours très peu toréé, remportant à chaque fois des trophées. Jesus Ruiz Alfaro a écrit sa biographie : Luis de Pauloba, torero de arte y sentimiento (« Torero d'art et de sensibilité »).